# Австралійські демократи
Австралійські демократи (англ. Australian Democrats) — центристська соціал-ліберальна партія Австралії.

## Історія створення

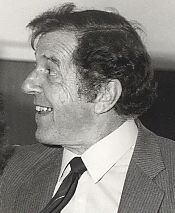
Дон Чіпп, 1977 рік

Партія виникла перед виборами 1977 року шляхом злиття Австралійської партії (створеної у 1969 році) і так званого «нового ліберального руху» — групи, що вийшла з Ліберальної партії. Австралійські демократи створили свою партію під Дона Чіппі (21 серпня 1925 — 28 серпня 2006), колишнього міністра ліберального уряду, який вийшов з партії на знак протесту проти політики кабінету Малколма Фрезера.

## Ідеологія
Партія, що претендує на роль «третьої сили» в суперництві між Австралійською лейбористською партією і Аграрно ліберальною партією, та виступає з позиції їх критики, для залучення голосів виборців. Демократи спробували заповнити «нішу» між найбільшими партійними фракціями, і в останні роки завоювали репутацію партії помірно-лівого спрямування в соціальних та економічних питаннях, у той час як лейбористська партія змістилася до табору про-ринкових правих. Демократи підтримують ідею приватного підприємництва в рамках соціально-орієнтованої економіки «держави загального добробуту» і завжди виявляли особливий інтерес до проблем освіти і охорони довкілля.

## Діяльність
Партія австралійських демократів, хоча і отримує, як правило, значну підтримку на загальнонаціональному рівні, але внаслідок географічної розмитості її електорату не має можливості провести значне число кандидатів в нижню палату. Партія, однак, домагалася значного успіху в сенаті, її сенатори відігравали помітну роль у розстановці політичних сил у верхній палаті. Національна підтримка депутатів від цієї партії в палаті представників досягла піку в 1990 році, різко знизилася у 1993 році, згодом стабілізувалася. Зазвичай демократи отримують більше місць у сенаті, ніж в палаті представників. З 1984 року демократи забезпечували баланс сил в сенаті і тим самим надавали певний вплив на законодавчий процес. З 2008 року парламентське представництво у сенаті відсутня. Партію підтримують в основному кваліфіковані фахівці з вищою освітою.

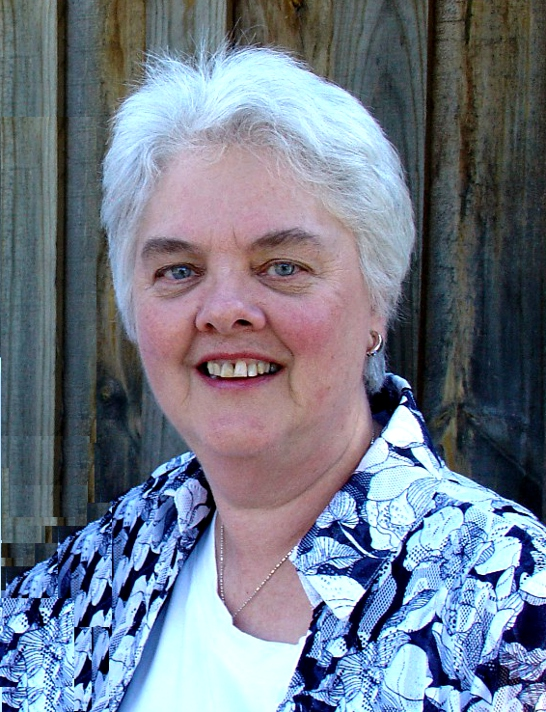
Джанет Френсіс Павелл

## Результати виборів

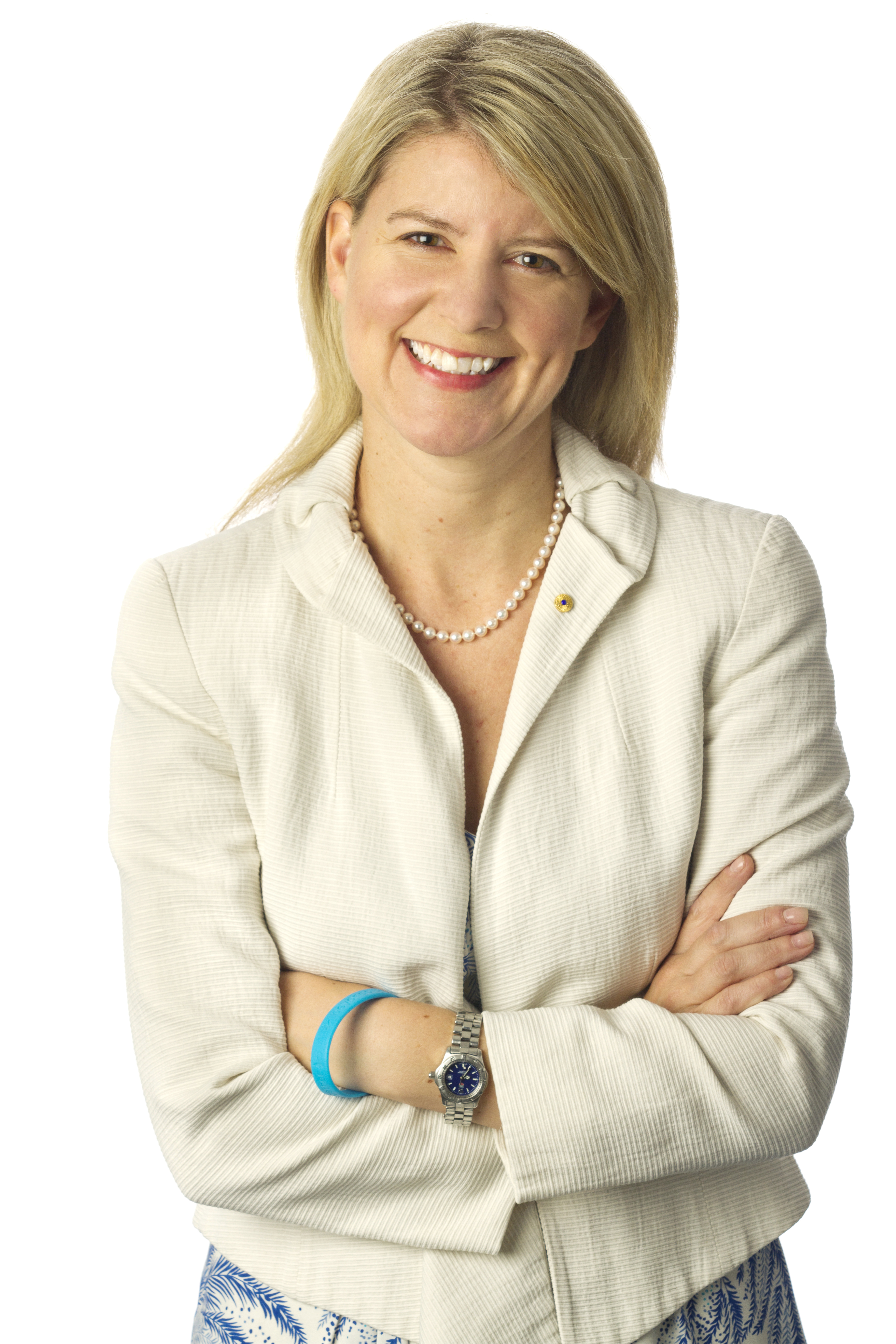
Наташа Джессіка Стотт Деспойя

Палата представників Австралії
| Дата проведення виборів | Загальна кількість отриманих голосів | Відсоток від загальної кількості голосів | Кількість депутатів у палаті представників | Склад палати представників (заг. кількість депутатів) |
| ----------------------- | ------------------------------------ | ---------------------------------------- | ------------------------------------------ | ----------------------------------------------------- |
| 10 грудня 1977          | 743,365                              | 9,38                                     | —                                          | 124                                                   |
| 18 жовтня 1980          | 546,032                              | 6,6                                      | —                                          | 125                                                   |
| 5 березня 1983          | 437,265                              | 5,03                                     | —                                          | 125                                                   |
| 1 грудня 1984           | 472,204                              | 5,45                                     | —                                          | 148                                                   |
| 11 липня 1987           | 554,017                              | 6,00                                     | —                                          | 148                                                   |
| 24 березня 1990         | 1,114,216                            | 11,26                                    | —                                          | 148                                                   |
| 13 березня 1993         | 397,060                              | 3,75                                     | —                                          | 147                                                   |
| 2 березня 1996          | 735,848                              | 6,76                                     | —                                          | 148                                                   |
| 3 жовтня 1998           | 569,875                              | 5,13                                     | —                                          | 148                                                   |
| 10 листопада 2001       | 620,197                              | 5,41                                     | —                                          | 150                                                   |
| 9 жовтня 2004           | 144,832                              | 1,24                                     | —                                          | 150                                                   |
| 24 листопада 2007       | 89,813                               | 0,72                                     | —                                          | 150                                                   |
| 21 серпня 2010          | 80 645                               | 0,63                                     | —                                          | 150                                                   |
| 7 вересня 2013          | —                                    | —                                        | —                                          | 150                                                   |

## Керівні органи партії
Національний президент очолює Національний виконком, встановлює загальний порядок денний і напрямки діяльності партії, відповідає за загальний нагляд над організаційною діяльністю в партії, а також є основним представником партії у відсутності парламентського лідера між виборчими кампаніями.

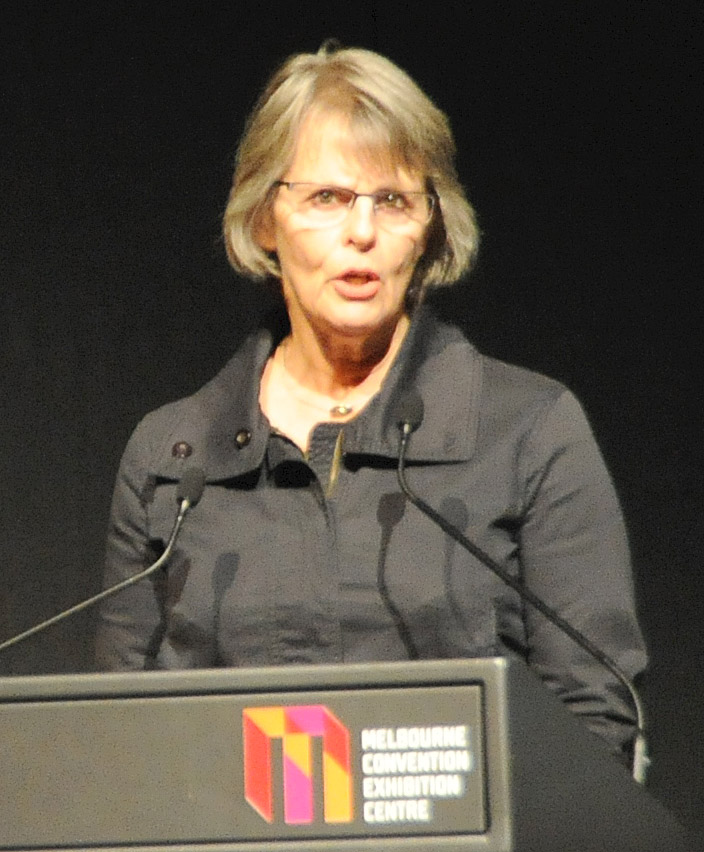
Лінетт Еллісон, 2010 рік

Національний президент, з 3 січня 2013 року — Даррен Черчилль.

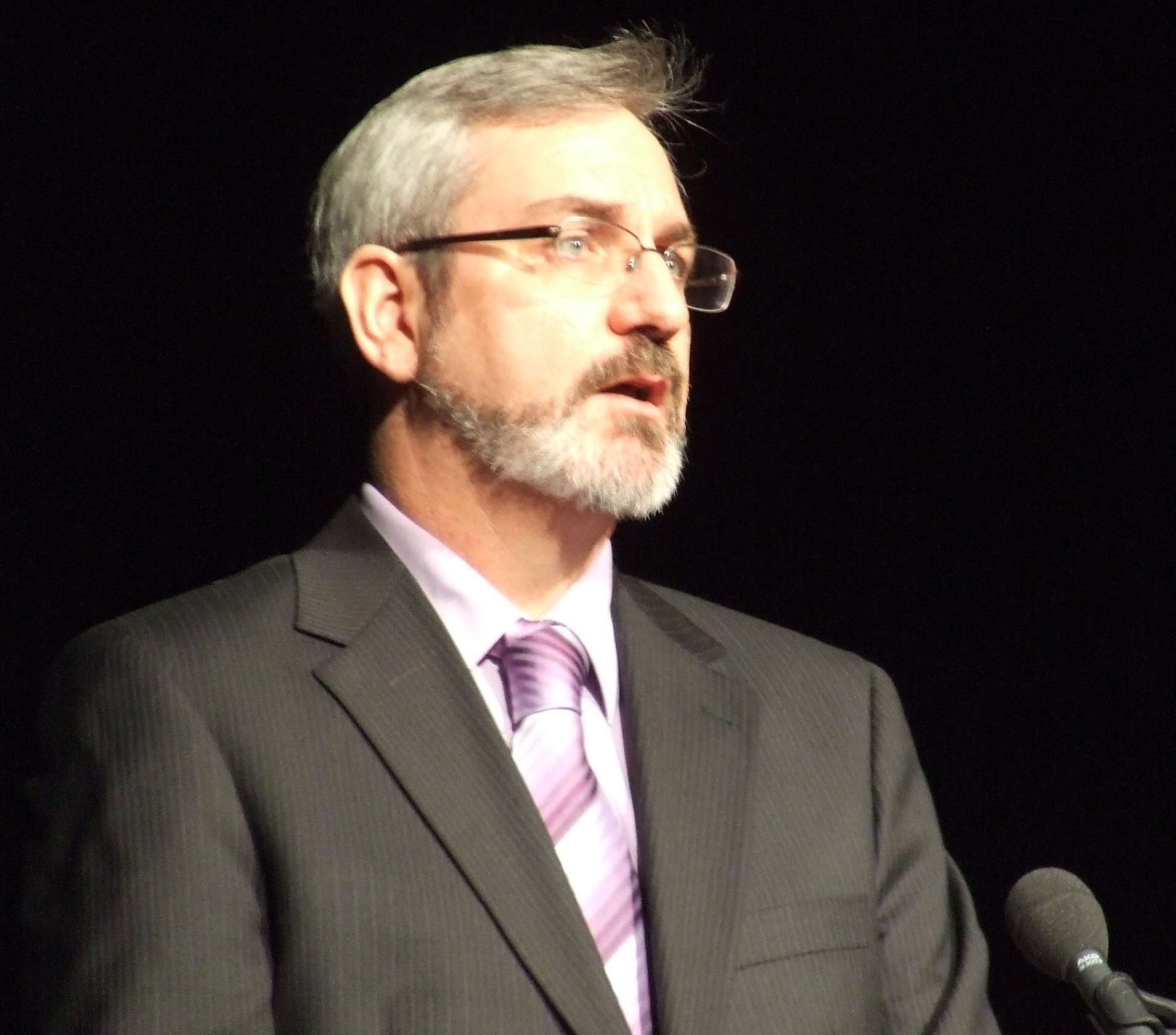
Ендрю Джон Джуліан Бартлетт

Федеральні парламентські лідери австралійських демократів
| Роки        | Лідер                                              | Роки        | Лідер                                                               |
| ----------- | -------------------------------------------------- | ----------- | ------------------------------------------------------------------- |
| 1977 — 1986 | Дональд Леслі Чіпп (англ. Donald Leslie Chipp)     | 1997 — 2001 | Меґ Гізер Ліс (англ. Meg Heather Lees)                              |
| 1986 — 1990 | Джанін Гейнс (англ. Janine Haines)                 | 2001 — 2002 | Наташа Джессіка Стотт Деспойя (англ. Natasha Jessica Stott Despoja) |
| 1990        | Майкл Джон Маклін (англ. Michael John Macklin)     | 2002        | Браян Ендрю Ґрейґ (англ. Brian Andrew Greig)                        |
| 1990 — 1991 | Джанет Френсіс Павелл (англ. Janet Frances Powell) | 2002 — 2004 | Ендрю Джон Джуліан Бартлетт (англ. Andrew John Julian Bartlett)     |
| 1991 — 1993 | Джон Річард Ковлтер (англ. John Richard Coulter)   | 2004 — 2008 | Лінетт Фей (Лін) Еллісон (англ. Lynette Fay (Lyn) Allison)          |
| 1993 — 1997 | Шеріл Кернот (англ. Cheryl Kernot)                 |             |                                                                     |